# Lotharingisme
Le mot lotharingisme provient de Lothaire Ier et de son royaume, la Lotharingie, dont faisait partie l'actuelle Lorraine. Il désigne deux concepts distincts.

## Linguistique
En linguistique, un lotharingisme désigne une déformation régionale lorraine d'un mot d'origine française (rarement germanique ou francique) ou une tournure spécifique au français de Lorraine, sous l'influence du lorrain. On peut citer :
- Essaye voir !
- Mets tes patins (pantoufles, chaussons).
- Ça trisse.
- Qu'est-ce que tu mamailles ?
- Se prendre des fions.
- Ils ne donnent plus de cornets (sacs plastiques).

Il y a des centaines, peut-être des milliers d'expressions communes aux Lorrains. Certaines sont spécifiques à la Meurthe-et-Moselle, à Nancy ou Metz, d'autres aux Vosges ou à la Meuse.

## Régionalisme
Le lotharingisme est également un terme utilisé pour la première fois par Maurice Barrès, qui désigne le régionalisme lorrain des XIXe et XXe siècles. Il émerge peu après la création de la Société d’archéologie lorraine à Nancy en 1848, sous l'impulsion notamment de Prosper Guerrier de Dumast, et vise principalement à obtenir davantage d'autonomie locale.

### Origines (1848-1870)
La décentralisation est un thème central de l'argumentation royaliste de cette période, depuis au moins 1832 ; le prétendant au trône de France, Henri d'Artois a lui-même écrit, en 1862, une lettre ouverte en faveur d'un gouvernement représentatif et de l'ordre public, par le biais de la décentralisation.
Précurseur de ces idées en Lorraine, le livre Décentralisation et régime représentatif, publié anonymement à Metz en 1863, défend l'idée selon laquelle la raison du mécontentement du peuple serait son manque de contrôle sur les affaires locales, et propose de renouer le lien entre les dirigeants et leurs sujets par la mise en place de conseils locaux. Écrit par des monarchistes légitimistes à la demande d'Henri d'Artois, le texte cherche à convaincre des notables lorrains de tout le spectre politique, et reste donc volontairement imprécis sur le régime à adopter, se concentrant sur les thèmes de la décentralisation, des « groupes naturels de citoyens », de la « tradition et des faits établis ».
Théodore-Joseph Boudet de Puymaigre, principal rédacteur de ce pamphlet et lui-même proche d'Henri d'Artois, étudie depuis quelques années le folklore lorrain, depuis son éviction de la politique lors du coup d'État de Napoléon III. Il publie en 1865 ses Chants populaires recueillis dans le pays messin, sa contribution principale à l'étude du folklore, discipline qu'il contribue à propager dans la région auprès de membres et de sympathisants de la Société d'archéologie lorraine.
La même année, 19 notables lorrains publient à Nancy un manifeste, Un projet de décentralisation, qui deviendra célèbre sous le nom de programme de Nancy. Plusieurs paragraphes du texte sont copiés mot pour mot depuis Décentralisation et régime représentatif, et la plupart des propositions sont très similaires (création de conseils cantonaux, augmentation du pouvoir des conseils généraux).
Afin d'élargir la portée du texte, ses auteurs l'envoient à des personnalités politiques françaises influentes pour tenter d'obtenir leur soutien. Si plusieurs d'entre elles expriment des réserves, de nombreux monarchistes légitimistes et orléanistes acceptent, mais aussi des républicains comme Jules Ferry ou le jeune Félix Faure. Pendant les années suivantes, le mouvement prend de l'ampleur ; Émile Ollivier, chef de cabinet de Napoléon III, réunit en 1870 une commission qu'il charge de proposer une réforme des collectivités locales. Mais la guerre éclate avant que les propositions de lois ne soient achevées. L'annexion de l'Alsace-Lorraine et la chute du Second Empire interrompent ce projet,.

### Après l'annexion allemande (1871-1900)
Après la guerre, le gouvernement forme une nouvelle commission parlementaire pour la décentralisation, qui finit par approuver certaines des propositions les plus modérées du programme de Nancy : les conseils locaux voient leur pouvoir s'accroître, mais aucune subdivision territoriale englobant plusieurs départements. La situation de la Lorraine, coupée en deux par le traité de Francfort, affecte l'unité des lotharingistes. La majorité d'entre eux ne défendent plus la création d'une région, et préfèrent se concentrer sur le renforcement de la France plutôt que sur celui de la Lorraine. Bien qu'ils soient convaincus que l'excès de centralisation est responsable de l'effondrement de l'Empire, leurs opposants attribuent ce dernier aux volontés décentralisatrices et demandent en retour davantage de contrôle de la part du nouvel État.
France comme Allemagne continuant de revendiquer leur souveraineté sur l'Alsace-Lorraine, les deux nations encouragent le sentiment nationaliste et identitaire de leurs habitants, en particulier dans cette région frontalière contestée, pour assurer l'unité nationale. En réaction à ce désir d'uniformisation, les lotharingistes font évoluer leurs revendications et multiplient les initiatives pour préserver l'identité qu'ils revendiquent.
Emmanuel Cosquin publie en 1876 des Contes populaires lorrains, recueil exhaustif de tous les contes et légendes d'un village de la Meuse. Les frères Grimm expliquaient que le folklore de tous les peuples aryens remontait à leurs hypothétiques ancêtres d'Asie centrale, qui avaient ensuite « apporté, dans les pays où [ils] ont émigré, avec le fond de leurs idiomes les germes de leur mythologie » ; si Cosquin ne remet pas en cause le fondement de ces théories, il propose l'idée d'une propagation bien plus récente de contes d'origine indienne, propagés et traduits par les marchands et les conquérants, y compris chez des peuples considérés par les frères Grimm comme non-aryens. Cependant, il ne va pas aussi loin que son mentor Theodor Benfey, et, fidèle à sa position régionaliste et nationaliste, il n'abandonne pas l'idée d'un lien entre folklore et zone géographique.

### Renouveau du mouvement (1900-1918)
Au début du XXe siècle, le régionalisme connaît un nouvel essor, qui n'est pas exclusif à la Lorraine. Avec le durcissement des politiques d'intégration et de francisation, de nombreux mouvements pro-décentralisation sont créés : Jean Charles-Brun fonde en 1900 la Fédération régionaliste française, qui a pour but de rassembler ces groupes locaux en une force capable de peser au niveau national. Les revendications se sont précisées et radicalisées depuis les précurseurs du siècle précédent : le point principal est la création d'une vingtaine de régions qui viendraient remplacer, et non plus compléter, les départements.
Jean Charles-Brun participe à une conférence à l'université de Nancy, où son discours trouve son public. Peu après sa venue, une trentaine d'étudiants et d'enseignants fondent l'Union décentraliste lorraine, qui sera rapidement rebaptisée Union régionaliste lorraine. Un manifeste est publié, intégrant principalement des revendications de la Fédération de Charles-Brun, et proposant des initiatives pour affirmer l'identité lorraine. L'une d'entre elles était la fondation du Pays lorrain, toujours publié en 2020, qui publie essentiellement des articles sur le folklore lorrain et les traditions locales, ce qui amène de nombreux habitants à les redécouvrir et, comme leurs auteurs, à les voir comme les preuves d'une culture lorraine définie et spécifique. Les membres de l'Union régionaliste lorraine, et par extension du Pays lorrain, se voient comme les successeurs du Programme de Nancy : le premier numéro contient une histoire de ce projet, et de nombreux articles continueront à traiter de régionalisme.
Maurice Barrès, s'étant fait connaître dans les années 1890 à la fois pour ses romans individualistes et pour son mandat de député boulangiste de Nancy, prend au début de ce siècle un tournant idéologique tant nationaliste que régionaliste. Il se dit plus intéressé par le "bien commun" de la nation française et l'unité nationale que par les intérêts individuels, mais souligne l'importance d'une culture partagée au niveau local et se positionne en faveur du fédéralisme. Il est également le premier à employer le terme de lotharingisme pour désigner le régionalisme lorrain. Barrès aura beaucoup d'influence sur Charles Maurras, écrivain et figure de proue de l'Action française, qui portera longtemps après sa mort ses idées nationalistes et décentralisatrices, mais se distanciera du lotharingisme par sa « conception binaire de l'histoire construite sur l'opposition structurelle entre culture et barbarie imposée par l'antagonisme franco-allemand ».
En 1909 se déroule à Nancy un congrès régionaliste. Deux points de vue s'y opposent : certains hommes politiques comme Charles Beauquier et Louis Marin s'attirent les foudres de nombreux Lorrains de l'assistance en proposant un découpage de la France ne tenant pas compte des frontières historiques des différentes régions. Louis Marin sépare « le régionalisme [...] qui est la conscience prise par les Provinces de leur activité et du rôle qu'elles doivent jouer dans la vie nationale, d'avec le traditionalisme, tourné [...] vers le passé ». À ces critiques, Charles Sadoul, directeur du Pays lorrain, répondra qu'il rejette l'Ancien Régime mais qu'il convient de ne pas supprimer « les souvenirs et les traditions du passé » et précisera : « la région lorraine que nous réclamons n'est pas l'ancien duché : elle comprendrait celui-ci, le Barrois, les Trois-Evêchés, la principauté de Salm, [...] soit les quatre départements de Meurthe, Meuse, Moselle et Vosges » (ce qui correspond précisément à la future région Lorraine). Cependant, d'autres propositions existent : Pierre Braun et Charles Berlet sont favorables au retour aux anciennes provinces, et Maurice Barrès va jusqu'à inclure Cologne dans sa conception de la Lotharingie.
Pendant les années qui précèdent la Première Guerre mondiale, plusieurs folkloristes lorrains développent des théories radicalement anti-allemandes, arguant d'un attachement culturel de la Lorraine à la France et cherchant à y rattacher également la Moselle. Cela accompagne le revirement nationaliste et patriote des lotharingistes sous l'influence de Barrès.

### Entre-deux-guerres (1918-1939)
Après la Première Guerre mondiale et la réintégration à la France de l'Alsace-Moselle, le 5 avril 1919, un arrêté ministériel institue des groupements économiques régionaux (les régions Clémentel), nouvelle étape de la décentralisation économique notamment inspirée par le programme de Nancy. Dans cette division, la Moselle est rattachée au groupement de Strasbourg, et non à celui de Nancy comme les autres départements de Lorraine ; de nombreuses voix critiques, parmi lesquelles celle de Sadoul, demandent la restauration des frontières pré-annexion allemande.
Plusieurs propositions de loi pour créer des régions comme entités administratives et politiques, et pas seulement économiques, sont déposées dans les années 1920, mais les projets n'aboutissent pas. Le Pays lorrain continue de publier des textes régionalistes jusqu'à la mort de Charles Sadoul en 1930, malgré la dissolution de l'Union régionaliste lorraine.
À partir de 1924, les différentes réformes visant à harmoniser les lois d'Alsace-Moselle avec celles du reste de la France provoquent de nombreuses critiques,. L'Académie nationale de Metz débat pour savoir si la Moselle est ou non en Lorraine, et se demande si Metz doit devenir la capitale d'une nouvelle région. Le Cercle folklorique de Metz est fondé en 1937, dans le but d'affirmer l'indépendance des folkloristes (et, par extension, du folklore) messins par rapport à la Société d'archéologie de Nancy et au Pays lorrain.
Louis Pinck, prêtre catholique et folkloriste de Moselle germanophone, crée le 15 octobre 1936 à Sarreguemines la Société du folklore lorrain de langue allemande, dans la continuité de son combat pour préserver la tradition de la communauté germanophone de Moselle. Sa théorie est que les contes populaires « se conservent dans leur langue maternelle », et que « là où la langue maternelle se perd les chansons populaires se perdent également ». Au cours des années qui mènent à la guerre, de nombreuses voix s'élèvent contre ses travaux, accusé de mensonge sur la source de ses récits, voire de propagande nazie. Pendant les années qui mènent à la Seconde Guerre mondiale, plusieurs folkloristes admirant le travail de Pinck tentent de le défendre contre les critiques en peignant ses textes sous un jour plus patriote.

### Seconde Guerre mondiale (1939-1945)
La situation de la Lorraine est instable pendant la Seconde Guerre mondiale. À nouveau séparée en deux par l'Allemagne nazie, qui réannexe la Moselle et l'Alsace en 1940, les tensions entre pro-Allemagne et pro-France sont exacerbées. Le régime nazi reprend la germanisation du territoire, entamée pendant la période 1871-1918, et utilise régulièrement les textes folkloriques en langue allemande recueillis par Pinck et la Société du folklore lorrain de langue allemande à des fins de propagande. Si Pinck échappe au procès et meurt le 8 décembre 1940, les autorités françaises découvrent en fouillant ses correspondances ses liens avec des mouvements régionalistes et les autorités nazies, et arrêtent le reste de sa famille et plusieurs de ses amis et soutiens.

### Vers la région Lorraine (1945-1982)
Après la Libération, plusieurs initiatives, comme celle de Henri Hiegel, plaident pour le rapprochement des francophones et des germanophones.
Le Programme d'action régionale de Lorraine est créé en 1956, et son rôle est progressivement accru dans les années suivantes, jusqu'à la décentralisation de 1982 qui accorde aux régions le statut de collectivité territoriale.
La région Lorraine, collectivité territoriale, existe administrativement de 1982 à 2015 ; elle est fusionnée en 2016 avec l'Alsace et la Champagne-Ardenne dans la nouvelle région Grand Est, par la loi relative à la délimitation des régions, aux élections régionales et départementales et modifiant le calendrier électoral.